# Královská literární společnost
Královská literární společnost (Royal Society of Literature – RSL) je učená společnost založená v roce 1820 králem Jiřím IV., aby „odměňovala literární přínos a podněcovala literární talent“. RSL je charitativní organizace, která reprezentuje hlas literatury ve Spojeném království, má asi 600 spolupracovníků, kteří se volí z řad nejlepších v současnosti působících spisovatelů jakéhokoli žánru. Kromě toho jsou čestní spolupracovníci vybíráni z těch, kteří významně přispěli k rozvoji literatury, včetně vydavatelů, agentů, knihovníků, knihkupců nebo producentů. Společnost je kulturním nájemcem v londýnském Somerset House.

## Dějiny
Královská literární společnost (RSL) byla založena v roce 1820 pod záštitou Jiřího IV., aby „odměňovala literární přínos a podněcovala literární talent“,  a jejím prvním prezidentem byl Thomas Burgess, biskup ze St. David's (který se později stal biskupem ze Salisbury).
Srdcem RSL je její společenství (Fellowship), „seskupující nejuznávanější spisovatele, kteří jsou v současnosti činní“, přičemž Rada RSL, předseda a prezident, kteří jsou odpovědní za jeho směřování a řízení, jsou voleni ze společenství. Jako nezávislá charitativní organizace není RSL pravidelně financována ani z veřejných, ani z vládních zdrojů, ale spoléhá na podporu svých členů, patronů, spolupracovníků a přátel, aby ve své činnosti mohla pokračovat. RSL má asi 600 spolupracovníků, kteří se volí z řad nejlepších v současnosti působících spisovatelů jakéhokoli žánru. Kromě toho jsou čestní spolupracovníci vybíráni z těch, kteří významně přispěli k rozvoji literatury, včetně vydavatelů, agentů, knihovníků, knihkupců nebo producentů, nebo těch, kteří prokázali RSL zvláštní službu.  Placeným členem se může stát každý, členství nabízí řadu výhod.  
Společnost každoročně vydává časopis The Royal Society of Literature Review [Revue Královské literární společnosti]  a uděluje řadu literárních cen a ocenění, např. cenu RSL Ondaatje, ceny RSL Giles St Aubyn za literaturu faktu, cenu RSL Encore za druhý nejlepší román roku a pamětní cenu V. S. Pritchetta za povídky.
V roce 2000 vydala RSL svazek, který se zabývá popisem a dějinami společnosti. Jeho autorkou je jedna ze spolupracovníků RSL Isabel Quiglyová. 
V roce 2020 oslavila RSL své 200. výročí vyhlášením RSL 200 – „pětiletého festivalu, který zahájila série nových významných iniciativ a jmenování 60 nových spolupracovníků, čímž se prosazuje rozmanitost psaní a spisovatelů ve Spojeném království“.  Mezi iniciativami byly RSL Open (volí nové spolupracovníky, kteří mají takové zkušenosti a pochází z takových komunit, které jsou v britské literární kultuře v současné době zastoupeny nedostatečně), RSL International Writers (oceňuje přínos spisovatelů z celého světa k anglicky psané literatuře)  a ocenění Sky Arts RSL Writers. 
V roce 2021 RSL zahájila projekt „Literature Matters: Reading Together“ [Na literatuře záleží: čteme spolu], jehož cílem je zpřístupnit volnočasové čtení mladým lidem v celém Spojeném království. 

### Společenství (Fellowship)
Společnost si udržuje počet svých spolupracovníků (Fellows) na současných přibližně 600. Každoročně se volí obvykle 14 nových spolupracovníků, kterým je udělena výsada používat za jménem zkratku FRSL (Fellow of the Royal Society of Literature).
Mezi bývalé spolupracovníky patří Samuel Taylor Coleridge, J. R. R. Tolkien, W. B. Yeats, Rudyard Kipling, Thomas Hardy, George Bernard Shaw, Arthur Koestler, Chinua Achebe, Ruth Prawer Jhabvalaová, Robert Ardrey, Sybille Bedfordová, Muriel Sparková, P. J. Kavanagh, Sir Roger Scruton. Mezi stávající spolupracovníky patří Margaret Atwoodová, Bernardine Evaristová, David Hare, Kazuo Ishiguro, Hilary Mantelová, Andrew Motion, Paul Muldoon, Zadie Smithová, Nadeem Aslam, Sarah Watersová, Geoffrey Ashe a J. K. Rowlingová. Nově uvedený spolupracovník zapíše své jméno do oficiálního svitku společnosti buď Byronovým perem, T. S. Eliotovým plnicím perem, které nahradilo Dickensův brk v roce 2013,  nebo (od roku 2018) perem George Eliotové. 
RSL čas od času uděluje obzvlášť významným spisovatelům čestný titul Companion of Literature (Společník literatury). Je udělován od roku 1961 a držitelů je vždy maximálně 12. Kromě toho může RSL udělit za celoživotní práci v oblasti literatury Bensonovou medaili.

### Členství (Membership)
RSL provozuje členský program, který nabízí pro členy a širokou veřejnost různé akce. Členem společnosti RSL se může stát každý. 
RSL také provozuje osvětový program, který se momentálně zaměřuje na mladé lidi a vězně.

## Ceny a ocenění
RSL uděluje dvě výroční ceny, dvě ocenění a dvě vyznamenání. Prostřednictvím svých programů cen RSL podporuje nové i etablované současné spisovatele.
- Cena RSL Christophera Blanda — 10 000 liber pro debutující prozaiky starší než 50 let.
- Ocenění Encore — 10 000 liber za druhý nejlepší román roku. Správu této ceny převzala RSL v roce 2016.
- Ocenění RSL Giles St Aubyn za literaturu faktu – výroční ceny, v současnosti jedna ve výši 10 000 liber, druhá 5 000 liber a třetí 2 500 liber, pro autory, kteří pracují na svých prvních dílech literatury faktu na objednávku (v roce 2017 nahradily ocenění Jerwood).
- Cena RSL Ondaatje – výroční cena ve výši 10 000 liber za vynikající dílo v oblasti beletrie, literatury faktu nebo poezie, evokující ducha místa.
- Pamětní cena V. S. Pritchett Memorial – výroční cena ve výši 1 000 liber za nejlepší nepublikovanou povídku roku.
- Bensonova medaile – uděluje se těm, kteří literární oblasti prokázali trvalou a mimořádnou službu.
- Společník literatury – nejvyšší pocta, kterou může Společnost spisovateli udělit.

## Rada a prezidenti
Rada Královské literární společnosti je ústředním bodem při volbě nových spolupracovníků a prostřednictvím svých měsíčních schůzí řídí činnost Společnosti. Členové rady působí ve funkci na pevně stanovené období čtyř let, přičemž noví členové jsou voleni radou, když starší členové odejdou do důchodu. 
Patronka
Camilla, vévodkyně z Cornwallu
Prezidentka
Dame Marina Warnerová DBE
Emeritní prezidenti
Sir Michael Holroyd CBE FRHistS C Lit
Colin Thhubron CBE
Předseda rady
Daljit Nagra OBE
Viceprezidenti 
Anne Chisholmová OBE
Maureen Duffyová
Bernardine Evaristová OBE
Maggie Geeová OBE
The Hon. Victoria Glendinningová CBE
Dame Hilary Mantelová DBE
Blake Morrison
Philip Pullman CBE
Elif Shafaková
Kamila Shamsieová
Ali Smithová CBE
Claire Tomalinová
Jenny Uglowová OBE, držitelka Bensonovy medaile
Rada
Colin Chisholm, čest. pokladník
Imtiaz Dharkerová
Inua Ellams
Sir Richard Eyre CH CBE
Abdulrazak Gurnah
Tessa Hadleyová
Derek Johns
Jonathan Keates FSA
Dame Hermione Leeová FBA
Daljit Nagra
Susheila Nastaová
Irenosen Okojieová
Michèle Robertsová

## Seznam prezidentů
- 1820–1832 biskup Thomas Burgess
- 1832–1833 Lord Dover
- 1834–1845 hrabě z Riponu
- 1845–1849 Henry Hallam
- 1849–1851 Markýza z Northamptonu
- 1851–1856 hrabě z Carlisle
- 1856–1876 The Rt Rev. Connop Thirlwall (biskup ze St David's do roku 1874)
- 1876–1884 Princ Leopold (vévoda z Albany od roku 1881)
- 1885–1893 Sir Patrick Colquhoun
- 1893–1920 hrabě z Halsbury
- 1921–1945 markýz z Crewe
- 1946–1947 hrabě z Lyttonu
- 1947–1982 Lord Butler of Saffron Walden
- 1982–1988 Sir Angus Wilson
- 1988–2003 Lord Jenkins z Hillheadu
- 2003–2008 Sir Michael Holroyd
- 2008–2017 Colin Thubron
- 2017–dosud Marina Warnerová

## Spolupracovníci (Fellows)
Královská literární společnost má více než 600 spolupracovníků, kteří jsou oprávněni používat za jménem zkratku FRSL (Fellow of the Royal Society of Literature).
Nové spolupracovníky Královské literární společnosti volí její současní spolupracovníci. Aby byl spisovatel nominován na pozici spolupracovníka, musí mít publikované dvě literární díla a nominace musí být podpořena stávajícím spolupracovníkem RSL. Všechny nominace se předloží členům Rady Královské literární společnosti, kteří o volbě nových spolupracovníků hlasují dvakrát ročně. Navržení kandidáti, kteří neuspěli, jsou znovu posuzováni v každých volbách po dobu tří let od roku, ve kterém byli navrženi. Nově zvolení spolupracovníci jsou představeni na výroční valné hromadě společnosti a letní párty. Zatímco prezident čte profil každého nového spolupracovníka, tito jsou vyzváni, aby se podepsali do knihy svitků, která sahá až do roku 1820. Podepisují se buď pomocí plnicího pera T. S. Eliota, nebo Byronova pera. V roce 2013 byl brk Charlese Dickense vyřazen a nahrazen Eliotovým plnicím perem  a v roce 2018 bylo jako alternativa nabídnuto pero George Eliotové, což bylo poprvé, co se možností stalo pero, které patřilo ženě spisovatelce. 
V roce 2018 RSL ocenila úspěchy mladých britských spisovatelů prostřednictvím iniciativy „40 Under 40“ [40 do 40], díky které bylo zvoleno 40 nových spolupracovníků ve věku do 40 let. 

### Současní spolupracovníci
| Spolupracovník                                               | Rok zvolení |
| ------------------------------------------------------------ | ----------- |
| *Julia Abel Smithová DL                                      | 2008        |
| *Melanie Abrahamsová FRSA                                    | 2020        |
| Peter Ackroyd CBE                                            | 1984        |
| Donald Adamson JP FSA FRHistS                                | 1983        |
| Fleur Adcocková CNZM OBE                                     | 1984        |
| Diran Adebayo                                                | 2006        |
| John Agard                                                   | 2007        |
| Bola Agbajová                                                | 2018        |
| Patience Agbabiová                                           | 2017        |
| Hanan al-Shaykhová                                           | 2019        |
| *Clare Alexanderová                                          | 2021        |
| Monica Aliová                                                | 2019        |
| Keith Alldritt                                               | 1978        |
| Fergus Allen CB                                              | 2000        |
| *Ellah Wakatama Allfreyová OBE                               | 2019        |
| David Almond OBE                                             | 2011        |
| *David Altaras                                               | 1996        |
| Martin Amis                                                  | 1983        |
| Mark Amory                                                   | 1996        |
| Tahmima Anamová                                              | 2017        |
| *Linda Andersonová                                           | 2020        |
| Carole Angierová                                             | 2002        |
| Raymond Antrobus MBE                                         | 2020        |
| Kwame Anthony Appiah                                         | 2017        |
| Lisa Appignanesiová OBE                                      | 2015        |
| Anne Applebaumová                                            | 2021        |
| Chloe Aridjisová                                             | 2020        |
| Simon Armitage CBE                                           | 2004        |
| Karen Armstrongová OBE                                       | 2005        |
| Bruce Arnold OBE                                             | 1994        |
| Geoffrey Ashe MBE                                            | 1963        |
| Michael Asher                                                | 1996        |
| Rosemary Ashtonová OBE FBA                                   | 1999        |
| Zawe Ashtonová                                               | 2021        |
| Jenn Ashworthová                                             | 2018        |
| Nadeem Aslam                                                 | 2010        |
| *Syima Aslamová                                              | 2019        |
| Diana Athillová OBE                                          | 2001        |
| Kate Atkinsonová MBE                                         | 2010        |
| Margaret Atwoodová CC FRSC C Lit                             | 2010        |
| Sir Alan Ayckbourn CBE                                       | 1991        |
| *Pete Ayrton                                                 | 2019        |
| David Baddiel                                                | 2019        |
| Paul Bailey                                                  | 1999        |
| *Bibi Bakare-Yusufová                                        | 2019        |
| Sarah Bakewellová                                            | 2012        |
| John Banville                                                | 2007        |
| Richard Barber FSA FRHistS                                   | 1971        |
| Juliet Barkerová                                             | 2001        |
| Pat Barkerová CBE                                            | 1995        |
| Correlli Barnett CBE FRHistS                                 | 1964        |
| Damian Barr                                                  | 2020        |
| Sebastian Barry                                              | 2009        |
| Susan Bassnettová                                            | 2007        |
| Sir Jonathan Bate CBE FBA                                    | 2004        |
| Laura Batesová BEM                                           | 2018        |
| Martin Bax                                                   | 2002        |
| Sally Bayleyová                                              | 2021        |
| Dame Mary Beardová DBE FBA FSA                               | 2019        |
| Dame Gillian Beerová DBE FBA                                 | 2006        |
| Sir Antony Beevor                                            | 1999        |
| *Sharmilla Beezmohunová                                      | 2019        |
| Rosalind Belbenová                                           | 1999        |
| Anne Olivier Bellová MBE                                     | 1984        |
| Anthea Bellová OBE                                           | 2013        |
| Jay Bernard                                                  | 2018        |
| Emily Berryová                                               | 2018        |
| Homi Bhabha                                                  | 2021        |
| *Xandra Bingleyová                                           | 2019        |
| *Robert Binyon                                               | 2000        |
| Dea Birkettová                                               | 2000        |
| Julia Blackburnová                                           | 2002        |
| Terence Blacker                                              | 2017        |
| Malorie Blackmanová OBE                                      | 2009        |
| Sir Quentin Blake CBE RDI                                    | 2013        |
| Ronald Blythe CBE, Benson Medallist                          | 1970        |
| Elleke Boehmerová FRHistS                                    | 2019        |
| * Mair Bosworthová                                           | 2020        |
| William Boyd CBE                                             | 1982        |
| Melvyn Bragg (The Lord Bragg DL)                             | 1971        |
| Piers Brendon                                                | 2010        |
| Howard Brenton                                               | 2017        |
| Simon Brett OBE                                              | 2015        |
| Raymond Briggs CBE                                           | 1993        |
| Robin Briggs FBA FRHistS                                     | 1999        |
| *Jenny Brownová                                              | 2021        |
| *Tony Brown                                                  | 2020        |
| Alan Brownjohn                                               | 1999        |
| James Buchan                                                 | 2001        |
| Moira Buffiniová                                             | 2014        |
| Anna Burnsová                                                | 2021        |
| John Burnside FRSE                                           | 1999        |
| *Margaret Busbyová CBE, Benson Medallist                     | 2017        |
| Jez Butterworth                                              | 2019        |
| A. S. Byattová (Dame Antonia Byatt DBE)                      | 1983        |
| David Cairns CBE                                             | 2001        |
| Lucy Caldwellová                                             | 2018        |
| Dame Carmen Callilová DBE, Benson Medallist                  | 2010        |
| Sir David Cannadine FBA FSA FRHistS                          | 1999        |
| Vahni Capildeová                                             | 2019        |
| John Carey FBA                                               | 1982        |
| Peter Carey AO                                               | 1989        |
| Ciaran Carson                                                | 2014        |
| Miranda Carterová                                            | 2011        |
| Justin Cartwright MBE                                        | 2002        |
| Helen Castorová                                              | 2017        |
| David Caute JP FRHistS                                       | 1998        |
| Hugh Cecil                                                   | 1997        |
| Aidan Chambers                                               | 2009        |
| Debjani Chatterjeeová MBE                                    | 2019        |
| Amit Chaudhuri                                               | 2009        |
| Tracy Chevalierová                                           | 2008        |
| Anne Chisholmová OBE                                         | 1989        |
| Rupert Christiansen                                          | 1997        |
| Kate Clanchyová MBE                                          | 2010        |
| Susannah Clappová                                            | 2013        |
| Brian Clark                                                  | 1985        |
| Gillian Clarková                                             | 2000        |
| John Clay                                                    | 1998        |
| *Michael Codron CBE                                          | 2019        |
| Jonathan Coe                                                 | 2012        |
| J. M. Coetzee                                                | 1988        |
| Richard Cohen                                                | 2017        |
| Isabel Colegateová                                           | 1981        |
| *Gill Coleridge                                              | 2021        |
| Linda Colley (Lady Cannadine CBE FBA FRHistS)                | 2004        |
| Sophie Collins                                               | 2018        |
| Cressida Connolly                                            | 2020        |
| Tony Connor                                                  | 1972        |
| P. J. Conrad                                                 | 1974        |
| Peter Conradi                                                | 2010        |
| David Constantine                                            | 2007        |
| *Jon Cook                                                    | 2021        |
| Artemis Cooper (Lady Beevor)                                 | 2016        |
| Susan Cooper                                                 | 2020        |
| Wendy Cope OBE                                               | 1992        |
| John Cornwell                                                | 1985        |
| Frank Cottrell Boyce                                         | 2012        |
| Cressida Cowell MBE                                          | 2021        |
| Jim Crace                                                    | 1999        |
| Robert Crawford FBA FRSE                                     | 2021        |
| Kevin Crossley-Holland                                       | 1998        |
| Tony Curtis                                                  | 2000        |
| Rachel Cusk                                                  | 2012        |
| David Dabydeen                                               | 2000        |
| William Dalrymple FRSE FRGS FRAS                             | 1995        |
| Richard Davenport-Hines FRHistS                              | 2003        |
| Andrew Davies                                                | 1996        |
| Norman Davies CMG FBA FRHistS                                | 2013        |
| Paul Davies AM                                               | 1999        |
| Stevie Davies                                                | 1998        |
| Dick Davis                                                   | 1981        |
| Richard Dawkins FRS                                          | 1997        |
| Jill Dawson                                                  | 2020        |
| April De Angelis                                             | 2020        |
| Louis de Bernières                                           | 2006        |
| Margreta de Grazia                                           | 2021        |
| Alain de Botton                                              | 2011        |
| *Tim Dee                                                     | 2017        |
| Edmund de Waal CBE                                           | 2021        |
| Anita Desai, Benson Medallist                                | 1978        |
| Imtiaz Dharker                                               | 2010        |
| David Dilks FRHistS                                          | 1986        |
| Maura Dooley                                                 | 2006        |
| *Jonathan Douglas                                            | 2021        |
| Robert Douglas-Fairhurst                                     | 2015        |
| Roddy Doyle                                                  | 2003        |
| Dame Margaret Drabble DBE                                    | 1973        |
| Jane Draycott                                                | 2020        |
| Dame Carol Ann Duffy DBE                                     | 1999        |
| Maureen Duffy FKC, Benson Medallist, Vice-President          | 1985        |
| Sasha Dugdale                                                | 2020        |
| Ian Duhig                                                    | 2006        |
| Katherine Duncan-Jones                                       | 1991        |
| Douglas Dunn OBE                                             | 1981        |
| Jane Dunn                                                    | 1999        |
| Nell Dunn                                                    | 2004        |
| Geoff Dyer                                                   | 2005        |
| Will Eaves                                                   | 2021        |
| Reni Eddo-Lodge                                              | 2021        |
| David Edgar                                                  | 1985        |
| Helen Edmundson                                              | 2015        |
| Yvvette Edwards                                              | 2020        |
| Max Egremont (The Lord Egremont DL FSA)                      | 2001        |
| Menna Elfyn                                                  | 2015        |
| Inua Ellams                                                  | 2018        |
| Anne Enright                                                 | 2010        |
| Diana Evans                                                  | 2020        |
| Sir Richard Evans FBA FRHistS FLSW                           | 1999        |
| Bernardine Evaristo OBE                                      | 2004        |
| Sir Richard Eyre CBE                                         | 2011        |
| Ruth Fainlight                                               | 2007        |
| Duncan Fallowell                                             | 2015        |
| Moris Farhi MBE                                              | 2001        |
| Paul Farley                                                  | 2012        |
| Sebastian Faulks CBE                                         | 1994        |
| Lara Feigel                                                  | 2018        |
| James Fenton FRSA                                            | 1983        |
| Adam Fergusson MEP                                           | 2009        |
| Maggie Fergusson MBE                                         | 2007        |
| The Hon. William Fiennes                                     | 2009        |
| Orlando Figes                                                | 2003        |
| Anne Fine OBE                                                | 2003        |
| Tibor Fischer                                                | 2003        |
| Richard Ford                                                 | 2012        |
| Aminatta Forna OBE                                           | 2012        |
| Richard Fortey FRS                                           | 2009        |
| Roy Foster FBA FRHistS                                       | 1992        |
| Adam Foulds                                                  | 2009        |
| *Dan Franklin                                                | 2019        |
| Peter Frankopan                                              | 2020        |
| Lady Antonia Fraser DBE                                      | 2003        |
| Robert Fraser                                                | 2007        |
| Michael Frayn C Lit                                          | 1969        |
| Maureen Freely                                               | 2011        |
| Esther Freud                                                 | 2019        |
| Stephen Fry                                                  | 2019        |
| Athol Fugard OIS                                             | 1986        |
| John Fuller                                                  | 1980        |
| Neil Gaiman                                                  | 2018        |
| Patrick Gale                                                 | 2021        |
| Jane Gardam OBE                                              | 2005        |
| *Anthony Gardner                                             | 2004        |
| Philip Gardner                                               | 1986        |
| Alan Garner OBE                                              | 2011        |
| Timothy Garton Ash CMG FRHistS                               | 2005        |
| Bamber Gascoigne CBE                                         | 1976        |
| Jamila Gavin                                                 | 2015        |
| *Kate Gavron                                                 | 2020        |
| Maggie Gee OBE, Vice-President                               | 1994        |
| Adèle Geras                                                  | 2013        |
| Amitav Ghosh                                                 | 2009        |
| Peter Gill                                                   | 2019        |
| The Hon. Sir David Gilmour Bt                                | 1990        |
| Paul Gilroy FBA                                              | 2016        |
| Mark Girouard FSA Hon FRIBA                                  | 1994        |
| Lesley Glaister                                              | 1994        |
| The Hon. Victoria Glendinning CBE, Vice-President            | 1982        |
| Julian Gloag                                                 | 1970        |
| Salena Godden                                                | 2020        |
| *David Godwin                                                | 2020        |
| Vesna Goldsworthy                                            | 2021        |
| *Lennie Goodings                                             | 2020        |
| Edmund Gordon                                                | 2018        |
| Lyndall Gordon                                               | 2002        |
| Warwick Gould FRSA                                           | 1997        |
| Grey Gowrie (The Earl of Gowrie PC)                          | 2003        |
| James Graham OBE                                             | 2018        |
| Colin Grant                                                  | 2020        |
| Linda Grant                                                  | 2013        |
| *Victoria Gray                                               | 2021        |
| Anthony Grayling CBE                                         | 2006        |
| Peter Green                                                  | 1956        |
| Lavinia Greenlaw                                             | 2004        |
| Germaine Greer                                               | 2016        |
| John Gribbin                                                 | 1999        |
| Romesh Gunesekera                                            | 2004        |
| Kirsty Gunn                                                  | 2020        |
| Tanika Gupta MBE                                             | 2016        |
| Abdulrazak Gurnah                                            | 2006        |
| Jen Hadfield                                                 | 2021        |
| Tessa Hadley                                                 | 2009        |
| John Haffenden FBA                                           | 1986        |
| The Lord Hague PC                                            | 2009        |
| Daniel Hahn OBE                                              | 2020        |
| Sarah Hall                                                   | 2016        |
| John Halperin                                                | 1985        |
| Georgina Hammick                                             | 2001        |
| Sir Christopher Hampton CBE                                  | 1976        |
| Sir David Hare                                               | 1985        |
| Claire Harman                                                | 2006        |
| Richard Harries (The Rt Rev The Lord Harries of Pentregarth) | 1996        |
| Alexandra Harris                                             | 2013        |
| Robert Harris                                                | 1996        |
| Sir Wilson Harris                                            | 2007        |
| Tony Harrison                                                | 1984        |
| David Harsent                                                | 1999        |
| Rosalind Harvey                                              | 2018        |
| Sir Ronald Harwood CBE, Vice-President                       | 1974        |
| Sir Max Hastings FRHistS                                     | 1996        |
| Lady Selina Hastings                                         | 1994        |
| Roy Hattersley (The Lord Hattersley PC)                      | 2003        |
| Daisy Hay                                                    | 2018        |
| Cameron Hazlehurst FRHistS                                   | 1973        |
| John Hemming CMG                                             | 2013        |
| Philip Hensher                                               | 1998        |
| W. N. Herbert                                                | 2015        |
| Rachel Hewitt                                                | 2018        |
| Ella Hickson                                                 | 2018        |
| Rosemary Hill                                                | 2010        |
| Tobias Hill                                                  | 2011        |
| Bevis Hillier                                                | 1997        |
| Tim Hilton                                                   | 1993        |
| Henry Hitchings                                              | 2015        |
| Peter Hobbs                                                  | 2014        |
| Eva Hoffman                                                  | 2007        |
| Ursula Holden                                                | 2010        |
| *Andrew Holgate                                              | 2020        |
| Tom Holland                                                  | 2016        |
| Alan Hollinghurst                                            | 1995        |
| *Richard Hollis                                              | 2019        |
| Richard Holmes OBE FBA                                       | 1975        |
| Sir Michael Holroyd CBE FRHistS C Lit, President Emeritus    | 1968        |
| Jeremy Hooker                                                | 2021        |
| Christopher Hope                                             | 1990        |
| Nick Hornby                                                  | 1996        |
| *Sarah Hosking                                               | 2021        |
| Sarah Howe                                                   | 2018        |
| Kerry Hudson                                                 | 2020        |
| Kathryn Hughes FRHistS                                       | 2006        |
| Shirley Hughes CBE                                           | 2000        |
| Lucy Hughes-Hallett                                          | 2010        |
| Emyr Humphreys                                               | 1995        |
| Roland Huntford                                              | 2001        |
| Aamer Hussein                                                | 2004        |
| Angela Huth                                                  | 1978        |
| *Sir Nicholas Hytner                                         | 2019        |
| Armando Iannucci OBE                                         | 2019        |
| Robert Icke                                                  | 2018        |
| Robert Irwin                                                 | 2001        |
| Kazuo Ishiguro OBE                                           | 1989        |
| Ian Jack                                                     | 2009        |
| Howard Jacobson                                              | 2012        |
| Kathleen Jamie FRSE                                          | 2009        |
| Deborah Jay                                                  | 2005        |
| Alan Jenkins                                                 | 2002        |
| Sir Simon Jenkins FSA                                        | 2003        |
| Liz Jensen                                                   | 2005        |
| Catherine Johnson                                            | 2019        |
| Linton Kwesi Johnson                                         | 2013        |
| *Paula Johnson                                               | 2008        |
| Jennifer Johnston                                            | 2009        |
| Cynan Jones                                                  | 2019        |
| Steve Jones FRS                                              | 2011        |
| Gabriel Josipovici FBA                                       | 1997        |
| Alan Judd                                                    | 1990        |
| Margaret Jull Costa OBE                                      | 2013        |
| Jackie Kay CBE FRSE                                          | 2002        |
| Jonathan Keates FSA                                          | 1992        |
| Laurence Kelly                                               | 2003        |
| Peter Kemp                                                   | 2015        |
| Thomas Keneally AO                                           | 1973        |
| A. L. Kennedy                                                | 1999        |
| *The Duke of Kent KG                                         | 1978        |
| Mimi Khalvati                                                | 2009        |
| Thomas Kilroy                                                | 1972        |
| Lucy Kirkwood                                                | 2018        |
| Matthew Kneale                                               | 2003        |
| Hari Kunzru CBE                                              | 2014        |
| Hanif Kureishi CBE                                           | 2008        |
| Kwame Kwei-Armah OBE                                         | 2014        |
| David Kynaston                                               | 2010        |
| Olivia Laing                                                 | 2019        |
| Nick Laird                                                   | 2013        |
| John Lanchester                                              | 2002        |
| Robin Lane Fox                                               | 1974        |
| Lee Langley                                                  | 1996        |
| James Lasdun                                                 | 2009        |
| Bryony Lavery                                                | 2002        |
| Mark Lawson                                                  | 2015        |
| Zachary Leader                                               | 2007        |
| Dame Hermione Lee DBE FBA                                    | 1992        |
| Brendan Lehane                                               | 1999        |
| Mike Leigh OBE                                               | 2008        |
| Rebecca Lenkiewicz                                           | 2017        |
| Andrea Levy                                                  | 2005        |
| Deborah Levy                                                 | 2017        |
| Paul Levy                                                    | 1980        |
| Gwyneth Lewis                                                | 1999        |
| Alison Light FBA                                             | 2021        |
| Dame Penelope Lively DBE                                     | 1985        |
| Samuel Lock                                                  | 2001        |
| David Lodge CBE                                              | 1976        |
| Michael Longley CBE                                          | 1988        |
| Roger Lonsdale FBA                                           | 1989        |
| *Sharmaine Lovegrove                                         | 2021        |
| Edward Lucie-Smith                                           | 1964        |
| Andrew Lycett                                                | 2010        |
| Richard Mabey                                                | 2011        |
| Alexander McCall Smith CBE FRSE                              | 2014        |
| Geraldine McCaughrean                                        | 2009        |
| Val McDermid FRSE                                            | 2016        |
| Ian McDonald AA                                              | 1970        |
| Ian McEwan CBE                                               | 1983        |
| Robert Macfarlane                                            | 2011        |
| Patrick McGuinness                                           | 2019        |
| Roger McGough CBE                                            | 2004        |
| Patrick McGrath                                              | 2002        |
| Jamie McKendrick                                             | 2014        |
| Andrew McMillan                                              | 2020        |
| Ben Macintyre                                                | 2014        |
| Shena Mackay                                                 | 1999        |
| Rory MacLean                                                 | 2007        |
| *Christopher MacLehose CBE                                   | 2021        |
| Margaret MacMillan CH CC FBA                                 | 2003        |
| Tessa McWatt                                                 | 2021        |
| Candia McWilliam                                             | 1994        |
| Sabrina Mahfouz                                              | 2018        |
| Sir Noel Malcolm FBA                                         | 1997        |
| David Malouf                                                 | 2008        |
| Norman Manea                                                 | 2011        |
| Alberto Manguel OC                                           | 2010        |
| Philip Mansel                                                | 2010        |
| Dame Hilary Mantel DBE, Vice-President                       | 1990        |
| Patrick Marber                                               | 2002        |
| Patrick Marnham                                              | 1988        |
| Justin Marozzi                                               | 2021        |
| Philip Marsden                                               | 1996        |
| Rosalind Marshall                                            | 1974        |
| Adam Mars-Jones                                              | 2007        |
| Yann Martel                                                  | 2014        |
| Allan Massie CBE                                             | 1982        |
| Hisham Matar                                                 | 2012        |
| Douglas Matthews MBE FCLIP, Benson Medallist                 | 1998        |
| Glyn Maxwell                                                 | 1999        |
| Derwent May                                                  | 1996        |
| *Shirley May                                                 | 2020        |
| Jonathan Meades                                              | 2019        |
| James Meek                                                   | 2020        |
| Gita Mehta                                                   | 2021        |
| Ved Mehta                                                    | 2009        |
| Pauline Melville                                             | 2018        |
| Edward Mendelson                                             | 2003        |
| Jeffrey Meyers                                               | 1983        |
| Mary Midgley                                                 | 2007        |
| China Miéville                                               | 2015        |
| Andrew Miller                                                | 2012        |
| Kei Miller                                                   | 2018        |
| Michael Millgate FRSC                                        | 1983        |
| Pankaj Mishra                                                | 2008        |
| Rohinton Mistry CM                                           | 2009        |
| David Mitchell                                               | 2013        |
| Julian Mitchell FSA                                          | 1985        |
| Deborah Moggach OBE                                          | 1999        |
| Nadifa Mohamed                                               | 2018        |
| Ray Monk                                                     | 2015        |
| Caroline Moorehead OBE                                       | 1993        |
| Sir Michael Morpurgo OBE                                     | 2004        |
| Jan Morris CBE                                               | 1961        |
| Sinéad Morrissey                                             | 2019        |
| Blake Morrison                                               | 1988        |
| Helen Mort                                                   | 2018        |
| Sarah Moss                                                   | 2019        |
| Kate Mosse OBE                                               | 2020        |
| Sir Andrew Motion                                            | 1984        |
| Sir Ferdinand Mount Bt                                       | 1991        |
| Paul Muldoon                                                 | 1981        |
| Alice Munro C Lit                                            | 2002        |
| Dervla Murphy                                                | 2013        |
| Richard Murphy OBE                                           | 1968        |
| Daljit Nagra                                                 | 2017        |
| V. S. Naipaul (Sir Vidia Naipaul C Lit)                      | 1962        |
| *Susheila Nasta MBE, Benson Medallist                        | 2019        |
| Charles Nicholl                                              | 2005        |
| Grace Nichols                                                | 2007        |
| Virginia Nicholson                                           | 2019        |
| William Nicholson OBE                                        | 1999        |
| Adam Nicolson (The Lord Carnock FSA)                         | 2005        |
| *Alastair Niven OBE LVO, Benson Medallist                    | 2021        |
| The Hon. Gerard Noel                                         | 1999        |
| Barney Norris                                                | 2018        |
| John Julius Norwich (The Viscount Norwich CVO FSA)           | 1970        |
| Edna O'Brien Hon DBE                                         | 2011        |
| Sean O'Brien                                                 | 2007        |
| Bernard O'Donoghue                                           | 1999        |
| Julia O'Faolain                                              | 1998        |
| Maggie O'Farrell                                             | 2021        |
| Andrew O'Hagan                                               | 2010        |
| Redmond O'Hanlon                                             | 1993        |
| Irenosen Okojie MBE                                          | 2018        |
| Ben Okri OBE                                                 | 1997        |
| David Olusoga OBE                                            | 2019        |
| *Sir Christopher Ondaatje OC CBE                             | 2003        |
| Michael Ondaatje OC                                          | 2012        |
| Chibundu Onuzo                                               | 2018        |
| Susie Orbach                                                 | 2019        |
| *Ursula Owen                                                 | 2020        |
| Helen Oyeyemi                                                | 2012        |
| Ruth Padel                                                   | 1998        |
| *Stephen Page                                                | 2019        |
| Sir Michael Palin KCMG CBE                                   | 2020        |
| Alan Palmer                                                  | 1980        |
| Peter Parker                                                 | 1997        |
| Sandeep Parmar                                               | 2020        |
| Vinay Patel                                                  | 2018        |
| Don Paterson OBE                                             | 2004        |
| Brian Patten                                                 | 2003        |
| Tim Pears                                                    | 2012        |
| Sarah Perry                                                  | 2018        |
| Pascale Petit                                                | 2018        |
| *Ruthie Petrie                                               | 2021        |
| Adam Phillips                                                | 2012        |
| Caryl Phillips                                               | 2000        |
| Mike Phillips OBE                                            | 2000        |
| Winsome Pinnock                                              | 2020        |
| David Plante                                                 | 2002        |
| Piers Plowright                                              | 1998        |
| Stephen Poliakoff CBE                                        | 1985        |
| Peter Pomerantsev                                            | 2021        |
| Max Porter                                                   | 2020        |
| David Pownall                                                | 1976        |
| Lucy Prebble                                                 | 2018        |
| *Alexandra Pringle                                           | 2017        |
| *Stuart Profitt                                              | 2019        |
| (Baron) David Profumo                                        | 1995        |
| *Simon Prosser                                               | 2021        |
| David Pryce-Jones                                            | 1980        |
| Philip Pullman CBE, Vice-President                           | 2001        |
| Isabel Quigly                                                | 1989        |
| Craig Raine                                                  | 1984        |
| Nina Raine                                                   | 2019        |
| Ross Raisin                                                  | 2018        |
| Ian Rankin OBE DL FRSE                                       | 2016        |
| Nicholas Rankin                                              | 2009        |
| Frederic Raphael                                             | 1964        |
| Sigrid Rausing                                               | 2020        |
| Piers Paul Read                                              | 1972        |
| Anne Redmon                                                  | 1980        |
| Christopher Reid                                             | 1999        |
| Sir Christopher Ricks FBA                                    | 1970        |
| Professor The Hon. Jane Ridley                               | 2007        |
| The Viscount Ridley DL FMedSci                               | 1999        |
| Denise Riley                                                 | 2019        |
| Gwendoline Riley                                             | 2018        |
| William Rivière                                              | 2000        |
| Graham Robb                                                  | 1999        |
| Andrew Roberts FRHistS                                       | 2001        |
| Michèle Roberts                                              | 1999        |
| Robin Robertson                                              | 2010        |
| Roger Robinson                                               | 2020        |
| *Fiammetta Rocco                                             | 2021        |
| Jane Rogers                                                  | 1994        |
| Stephen Romer                                                | 2011        |
| Michael Rosen                                                | 2006        |
| Meg Rosoff                                                   | 2013        |
| Jacob Ross                                                   | 2006        |
| J. K. Rowling CH OBE                                         | 2002        |
| Anthony Rudolf FEA                                           | 2005        |
| Carol Rumens                                                 | 1984        |
| David Runciman (The Viscount Runciman of Doxford FBA)        | 2021        |
| Katherine Rundell                                            | 2020        |
| Sir Salman Rushdie                                           | 1983        |
| Amy Sackville                                                | 2018        |
| Sunjeev Sahota                                               | 2018        |
| S. F. Said                                                   | 2021        |
| Lawrence Sail                                                | 1998        |
| Edward St Aubyn                                              | 2011        |
| *Marina Salandy-Brown FRSA                                   | 2020        |
| Fiona Sampson MBE                                            | 2010        |
| *Sarah Sanders                                               | 2020        |
| Philippe Sands QC                                            | 2020        |
| Sathnam Sanghera                                             | 2016        |
| J. J. Scarisbrick MBE FRHistS                                | 1969        |
| Sir Simon Schama CBE FBA                                     | 2016        |
| Ann Schlee                                                   | 1997        |
| Michael Schmidt OBE                                          | 1993        |
| *Patricia Schute                                             | 1991        |
| Lawrence Scott                                               | 2019        |
| Peter Scupham                                                | 1990        |
| Ruth Scurr                                                   | 2015        |
| Simon Sebag-Montefiore                                       | 2003        |
| Anne Sebba                                                   | 2021        |
| Elisa Segrave                                                | 2001        |
| Richard Sennett OBE                                          | 1999        |
| *Kadija Sesay MBE                                            | 2021        |
| Vikram Seth CBE                                              | 1994        |
| Miranda Seymour FRSA                                         | 1996        |
| Elif Shafak                                                  | 2019        |
| Nicholas Shakespeare                                         | 1999        |
| Kamila Shamsie                                               | 2011        |
| Jo Shapcott                                                  | 1999        |
| Warsan Shire                                                 | 2018        |
| Elaine Showalter                                             | 2011        |
| Nikesh Shukla                                                | 2019        |
| *William Sieghart CBE                                        | 2019        |
| Posy Simmonds MBE                                            | 2004        |
| Helen Simpson                                                | 1996        |
| Andrew Sinclair FRSA                                         | 1972        |
| Iain Sinclair                                                | 2009        |
| Adam Sisman                                                  | 2015        |
| Robert Skidelsky (The Lord Skidelsky of Tilton FBA FRHistS)  | 1978        |
| Gillian Slovo                                                | 2013        |
| Dorothea Smartt                                              | 2019        |
| Ali Smith CBE                                                | 2007        |
| Deborah Smith                                                | 2018        |
| Godfrey Smith                                                | 1995        |
| *John Saumarez Smith, Benson Medallist                       | 1996        |
| Zadie Smith                                                  | 2002        |
| *Nicola Solomon                                              | 2019        |
| Stephen Sondheim                                             | 2012        |
| Ahdaf Soueif                                                 | 2002        |
| *Wole Soyinka, Benson Medallist                              | 1983        |
| Frances Spalding CBE                                         | 1984        |
| *Nicholas Spice                                              | 2019        |
| Jean Sprackland                                              | 2021        |
| Francis Spufford                                             | 2007        |
| Hilary Spurling CBE                                          | 2005        |
| Sir John Spurling KCVO OBE                                   | 2010        |
| Tom Stacey                                                   | 1977        |
| Martin Stannard                                              | 1999        |
| C. K. Stead ONZ CBE                                          | 1995        |
| Polly Stenham MBE                                            | 2018        |
| Rory Stewart OBE MP                                          | 2009        |
| Stanley Stewart                                              | 2001        |
| Sir Tom Stoppard OM CBE C Lit                                | 1972        |
| Rebecca Stott                                                | 2021        |
| Sir Roy Strong CH FSA                                        | 1999        |
| Andrea Stuart                                                | 2014        |
| Kate Summerscale                                             | 2010        |
| *Tom Sutcliffe                                               | 2020        |
| John Sutherland                                              | 1990        |
| *David Sutton, Benson Medallist                              | 2012        |
| Graham Swift                                                 | 1984        |
| Meera Syal CBE                                               | 2017        |
| Michael Symmons Roberts                                      | 2014        |
| George Szirtes                                               | 1982        |
| Bryan Talbot                                                 | 2018        |
| D. J. Taylor                                                 | 1997        |
| Sara Taylor                                                  | 2018        |
| Kae Tempest                                                  | 2015        |
| Adam Thirlwell                                               | 2018        |
| Dame Emma Thompson DBE                                       | 2021        |
| Ian Thomson                                                  | 2003        |
| Rupert Thomson                                               | 2015        |
| Jack Thorne                                                  | 2020        |
| Colin Thubron CBE, President                                 | 1969        |
| Ann Thwaite                                                  | 1987        |
| Stella Tillyard                                              | 2019        |
| Gillian Tindall                                              | 1983        |
| Colm Tóibín                                                  | 2007        |
| (Count) Nikolai Tolstoy                                      | 1979        |
| Claire Tomalin, Vice-President                               | 1976        |
| *Boyd Tonkin, Benson Medallist                               | 2020        |
| Barbara Trapido                                              | 2011        |
| Jeremy Treglown                                              | 1989        |
| Dame Rose Tremain DBE                                        | 1983        |
| Lynne Truss                                                  | 2004        |
| Jenny Uglow CBE FSA, Benson Medallist                        | 1998        |
| *The Prince of Wales KG OM                                   | 2002        |
| James Walvin OBE                                             | 2006        |
| Alan Warner                                                  | 2013        |
| Dame Marina Warnerová FBA                                    | 1984        |
| Val Warner                                                   | 1998        |
| Sarah Watersová OBE                                          | 2009        |
| Fay Weldonová CBE                                            | 1986        |
| Robert Wells                                                 | 1994        |
| Stanley Wells CBE                                            | 2013        |
| Timberlake Wertenbaker                                       | 1999        |
| Sara Wheelerová                                              | 1999        |
| Helen Wilcox FRSA FEA                                        | 1999        |
| Verna Wilkins                                                | 2021        |
| Eley Williams                                                | 2018        |
| Hugo Williams                                                | 1988        |
| Nigel Williams                                               | 1994        |
| The Rt Revd The Lord Williams of Oystermouth PC FBA FLSW     | 2003        |
| *Mary-Kay Wilmers, Benson Medallist                          | 2017        |
| A. N. Wilson                                                 | 1982        |
| Frances Wilson                                               | 2008        |
| Dame Jacqueline Wilsonová DBE                                | 2005        |
| Jeanette Wintersonová CBE                                    | 2016        |
| Lewis Wolpert CBE FRS FMedSci                                | 1999        |
| *Gaby Wood                                                   | 2021        |
| James Wood                                                   | 2011        |
| Michael Wood                                                 | 1992        |
| Gerard Woodward                                              | 2005        |
| Pamela Woofová                                               | 1999        |
| Kit Wright                                                   | 1997        |
| Ann Wroeová FRHistS                                          | 2007        |
| Evie Wyld                                                    | 2018        |
| *The Baroness Young of Hornsey OBE                           | 2020        |
| Gary Younge                                                  | 2021        |
| Adam Zamoyski FSA                                            | 2006        |
| Theodore Zeldin CBE FBA FRHistS                              | 1999        |
| Philip Ziegler CVO FRHistS                                   | 1972        |

Znak * před jménem označuje čestného spolupracovníka. Seznam je dostupný online na webu RSL. 